# Wieża ciśnień w Katowicach-Giszowcu
Wieża ciśnień w Katowicach-Giszowcu – wieża wodna, znajdująca się przy skrzyżowaniu ulicy Górniczego Stanu i ulicy Pszczyńskiej w Katowicach, na terenie dzielnicy Giszowiec.

## Historia

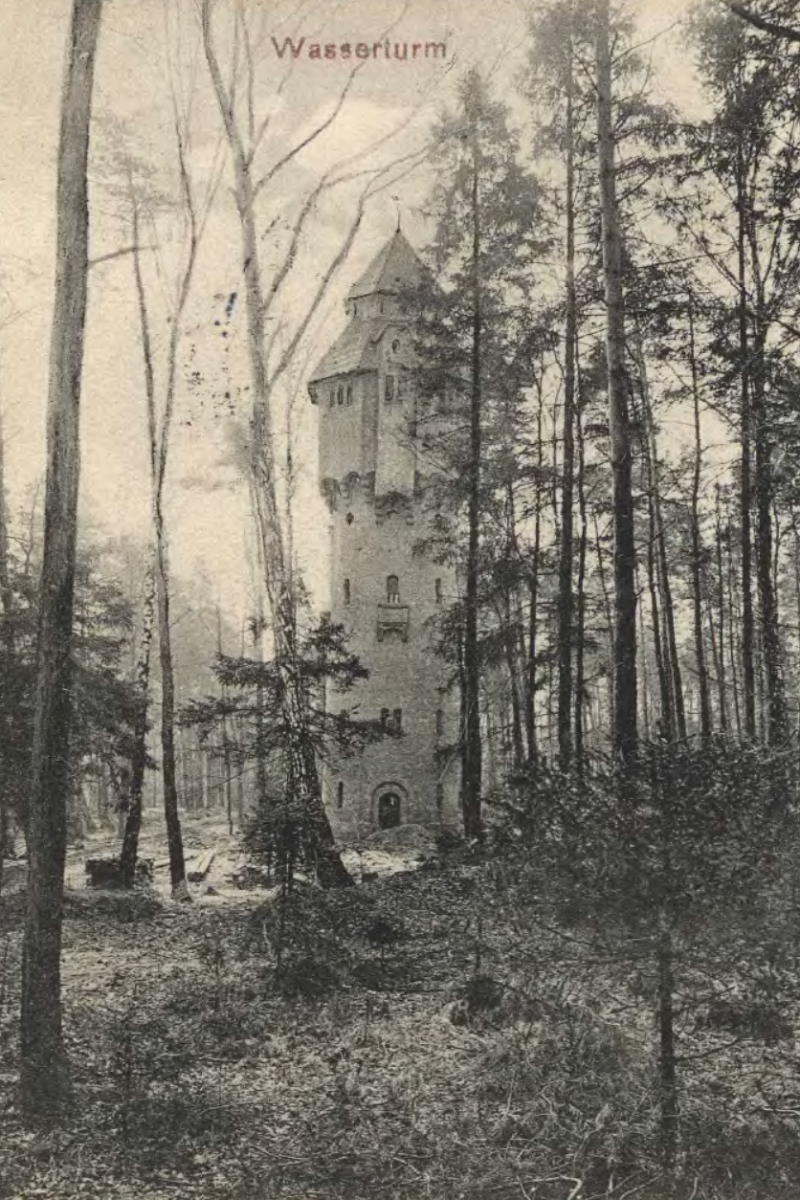
Wieża wodna na fragmencie pocztówki z około 1909 roku

Wieża ta została zbudowana w 1909 roku. Powstała ona w najwyżej położonym punkcie osiedla patronackiego Giszowiec celem doprowadzenia bieżącej wody na teren całego osiedla. Zaprojektowali ją architekci: Georg i Emil Zillmannowie z Charlottenburga twórcy zabudowy Giszowca i Nikiszowca, w stylu historyzmu z elementami neomanieryzmu. Woda do wieży była początkowo doprowadzana za pomocą pompy elektrycznej znajdującej się w Zawodziu wraz z pompą tłoczącą, która znajdowała się w kotłowni na terenie Giszowca. Z wieży wodnej zostały poprowadzone wodociągi wzdłuż wszystkich ulic osiedla. Wodociągów tych początkowo nie doprowadzono do domów robotniczych, natomiast co 100 metrów postawiono hydranty, z których mogli również korzystać strażacy. Łączny koszt budowy wodociągów na terenie Giszowca wyniósł 150 tysięcy marek.
Ze względu na uruchomienie systemu przepompowni, wieża ciśnień przestała spełniać swą funkcję i przez wiele lat stała nieczynna. Z czasem popadała w ruinę. W latach 90. XX wieku firma telekomunikacyjna umieściła na wieży antenę telefonii komórkowej, i wyremontowała obiekt. Obok wieży znajdują się zabytkowe wille tzw. kolonii amerykańskiej, wybudowane w latach 30. XX wieku dla amerykańskich urzędników spółki Silesian-American Corporation. Wieża została wpisana do rejestru zabytków dnia 29 października 1990 roku (nr rej.: A/1417/90). Ochroną objęta jest wieża wraz z otoczeniem.

## Opis
Jest to budynek ceglany, wzniesiony z czerwonej cegły ceramicznej. Powstała ona na solidnej kolistej podstawie. Murowana konstrukcja tamburu została wzmocniona stalowym szkieletem. Wieża ta ma 33,5 metrów wysokości. W architekturze budowli zastosowano detale zapożyczone ze średniowiecznych fortyfikacji, w tym kamienne konsole, niewielkie balkony oparte na kroksztynach czy obramowanie portalu.  Budowla obejmuje dwie części: trzon, w kształcie walca, zwężający się ku górze z balkonem i ośmiokątny tambur ze zbiornikiem wodnym, podtrzymywany przez konsole. Sam zaś nitowany zbiornik wodny typu Barkhausen ma pojemność 152 m³ Całość budowli została zakończona ośmiokątnym namiotowym dachem pokrytym dachówką karpiówką. Na szczycie został umieszczony taras z latarnią.